# Полигинија
Полигинија је полигамна брачна веза између једног мушкарца и више жена, многоженство.